# Arnold Szelinski
Arnold Szelinski (* 30. August 1891 in Hohenstein, Kreis Osterode in Ostpreußen; † 9. Dezember 1943 bei Krementschuk) war ein deutscher Offizier. Er erreichte in der Wehrmacht zuletzt den Rang eines Generalleutnants.

## Leben
Arnold Szelinski war Kadett und trat am 22. März 1909 mit dem Charakter als Fähnrich in die Kaiserliche Armee ein. Am 16. November 1911 wurde er im Infanterie-Regiment 61 Leutnant.
Nach dem Krieg wurde er in die Reichswehr übernommen. Szelinski, am 1. Oktober 1922 zum Hauptmann befördert, war 1933 im 1. Infanterie-Regiment und dort im Stab des III. Bataillons. Er war bis zu diesem Zeitpunkt u. a. mit dem Eisernen Kreuz 1. Klasse und dem Ritterkreuz des Hausorden von Hohenzollern mit Schwertern ausgezeichnet worden. Am 1. Oktober 1935 wurde er Oberstleutnant und am 1. März 1938 erfolgte seine Beförderung zum Oberst.
Ab 10. November 1938 war er Kommandeur des Infanterie-Regiments 38. Am 18. November 1941 wurde er für die Führung des Infanterie-Regiments 525 bei der 298. Infanterie-Division mit dem Ritterkreuz des Eisernen Kreuzes ausgezeichnet.
Vom 1. Januar 1942 bis 27. Dezember 1942 war er, anfangs noch als Oberst, Kommandeur der 298. Infanterie-Division. Am 1. Februar 1942 wurde er Generalmajor. Mit der Division kämpfte er u. a. in der Zweiten Schlacht um Charkow (12. bis 28. Mai 1942). Später war er mit der Division bis kurz vor Ende in der Mittlerer-Don-Operation eingesetzt. Am 1. Januar 1943 wurde er Generalleutnant.
Ab 1. April 1943 führte er die 376. Infanterie-Division. Bei Kämpfen im Raum Krementschuk kam er Ende 1943 ums Leben.